# Risque industriel à Saint-Barthélemy et Saint-Martin
Le risque industriel est un des risques majeurs susceptibles d'affecter l’archipel de Saint-Barthélémy et Saint-Martin (France). Il se caractérise par la possibilité qu'un accident industriel se produise au sein d’une installation classée pour la protection de l'environnement et occasionne des dommages plus ou moins importants aux personnes, aux biens ou à l'environnement sur l'archipel.
Un seul établissement de statut Seveso seuil bas est présent sur l'archipel.
L'information de la population est faite via différents vecteurs. Le Dossier des risques majeurs (DRM) recense à l’échelle de l'archipel l’ensemble des risques majeurs par commune, dont le risque industriel. Le dossier d'information communal sur les risques majeurs (DICRIM) précise au niveau communal ces risques. Il est complété par le plan communal de sauvegarde qui définit l'organisation pour y faire face.

## Connaissance du risque industriel

### Nombre d'établissements à risques
La directive Seveso distingue deux types d’établissements, selon la quantité totale de matières dangereuses sur site : les établissements « Seveso seuil haut » et les établissements « Seveso seuil bas ». Les mesures de sécurité et les procédures prévues par la directive varient selon le type d’établissements (« seuil haut » ou « seuil bas »), afin de considérer une certaine proportionnalité.
Les autorités dénombrent six Installations classées pour la protection de l'environnement (ICPE) sous le régime de l'enregistrement et cinq sous celui de l’autorisation. Parmi celles-ci, une seule relève du régime Seveso seuil bas, : le site d’Électricité de France à Saint-Martin.

### Nombre d'établissements émettant des polluants
L’approche intégrée de la réduction de la pollution des installations classées consiste à réduire si ce n’est éviter les émissions dans l’air, l’eau, le sol, en prenant en compte également la gestion des déchets afin d’atteindre un haut niveau de protection de l’environnement dans son ensemble. Ce principe est valable en France pour toutes les installations classées. Il existe dans l'archipel de Saint-Barthélémy et Saint-Martin deux établissements rejetant des polluants relevant de la directive européenne n° 2010/75/UE du 24 novembre 2010 relative aux émissions industrielles (prévention et réduction intégrées de la pollution), dite directive IED : le site d’Électricité de France à Saint-Martin et celui de la COM de Saint-Martin.

## Gestion du risque industriel

### Information préventive des populations
Le droit à l'information générale sur les risques majeurs s'applique. Chaque citoyen doit prendre conscience de sa propre vulnérabilité face aux risques et pouvoir l'évaluer pour la minimiser. Pour cela il faut se tenir informé sur la nature des risques qui menacent, ainsi que sur les consignes de comportement à adopter en cas d'événement.
La collectivité élabore le Dossier d'information territorial sur les risques majeurs (DITRIM). Celui-ci définit les mesures de prévention et de protection des habitants.

### Organisation de crise

#### Acteurs
Le préfet et les services de l'État ont en charge la gestion de crise en cas d'événement majeur et l'élaboration des plans de prévention des risques. Concernant le risque industriel, en l'absence de site Seveso seuil haut, aucun Plan de prévention des risques technologiques (PPRT) n'est nécessaire.
La Collectivité a mis en place une cellule de gestion des risques afin de faire évoluer le Plan Territorial de Sauvegarde (PTS) et permettre de formaliser une organisation de crise adaptée. Pour cette tâche, ce service a pour objectif de regrouper, prévoir et harmoniser l’ensemble des documents de compétence de la Collectivité et tous les moyens humains et matériels contribuant à l’information préventive, l’alerte, la sauvegarde, la protection et le soutien de la population .

#### Alerte des populations
En cas de phénomène naturel ou technologique majeur, la population est avertie par un signal d’alerte diffusé par tous les moyens prévus : 
- médias (radio/télévision) à la demande des autorités ;
- systèmes de haut-parleurs, disposés sur des véhicules (équipements des collectivités territoriales, de l’État, des associations…) ;
- équipements des réseaux internes délivrant des informations au public à l’aéroport, à la demande des autorités.

Un système d’alerte par SMS existe à Saint-Martin.

#### Consignes à appliquer en cas de crise
Les consignes données par la préfecture en cas de déclenchement d'une alerte à la suite d'un accident industriel sont les mêmes qu’en métropole :
- Enfermez-vous : Entrez dans la maison ou le local le plus proche  (si le nuage toxique vient vers vous, fuyez selon un axe perpendiculaire au vent). Un bâtiment constitue un écran efficace (sous réserve de se protéger des éclats de verre) entre vous-même et d'éventuels gaz toxiques. Il vous protège également contre les très fortes températures émises par une explosion ou un incendie. La rue constitue, par contre, le lieu le plus exposé aux dangers. Par ailleurs, des rues dégagées facilitent l'intervention des secours. Ne tentez donc pas de rejoindre vos proches. N'allez pas chercher vos enfants à l'école, ils y sont pris en charge.
- Fermez portes et fenêtres : Obstruez soigneusement toutes les ouvertures. Arrêtez les ventilations. Un local bien clos ralentit considérablement la pénétration des toxiques. En cas de picotements ou d'odeurs fortes, respirez à travers un mouchoir mouillé. Évitez toute flamme ou étincelle. Ne fumez pas. Se laver en cas d’irritation et si possible se changer. Ne pas manger et ne pas boire de produits non conditionnés.
- Écoutez la radio : En cas d'alerte, son antenne est mise à disposition de la préfecture afin de permettre la diffusion de messages à la population. Vous serez ainsi informé de la nature du danger et de l'évolution de la situation. Cette radio vous indiquera les consignes complémentaires à suivre pour mieux vous protéger. Ne téléphonez pas. Les lignes téléphoniques doivent rester à la disposition des secours. Tous les renseignements utiles vous seront fournis par la radio.

Respectez ces consignes jusqu'à la fin de l'alerte confirmée par la radio. Aérez alors le local de confinement.